# トランスピー
『トランスピー』（英語: Transpee） は、韓国のオンラインゲーム会社GameHiが開発したオンラインレーシングゲーム。日本でのサービスはGameHiの日本法人にあたるゲームヤロウが行っていた。

## 正式サービス終了
トランスピーチーム解散により運営の継続が困難とのことで、2010年10月27日をもってサービスを終了すると発表された。
終了イベントとして、ヤーロアイテムは廃止され、全アイテム100トークで購入が可能。
| スタブアイコン | サブスタブ | この項目は、まだ閲覧者の調べものの参照としては役立たない、コンピュータゲームに関連した書きかけの項目です。この項目を加筆・訂正などしてくださる協力者を求めています（P:コンピュータゲーム/PJ:コンピュータゲーム）。 |